# NGC 2457
NGC 2457 é uma galáxia espiral na direção da constelação de Lynx. O objeto foi descoberto pelo astrônomo Ralph Copeland em 1874, usando um telescópio refletor com abertura de 72 polegadas. Devido a sua moderada magnitude aparente (+15,4), é visível apenas com telescópios amadores ou com equipamentos superiores.